# Earl Mountains
Die Earl Mountains sind ein Gebirgszug auf der Südinsel von Neuseeland und Teil der Fiordland Ranges.

## Geographie
Die Bergkette verläuft etwa 35 km in Nordsüdrichtung und bildet mit geologisch ähnlicher Zusammensetzung die Fortsetzung der Darran Mountains im Norden, getrennt durch das Tal des Hollyford River/Whakatipu Kā Tuka. Im Nordosten liegt der 532 m hohe Pass The Divide, die flachste Verbindung von Ost nach West in der Region. Von dort ausgehende wird der Gebirgszug im Osten vom Eglinton Valley mit den gegenüberliegenden Livingstone Mountains begrenzt. Der hier fließende Eglinton River West Branch vereint sich mit dem Eglinton River East Branch und umfließt als Eglinton River die Südspitze der Earl Mountains, wo er in den Lake Te Anau mündet. Der See bildet zusammen mit dem Neale Burn, einem Zufluss des Clinton River, die westliche Grenze zu den Wick Mountains.
Die maximale Breite beträgt lediglich etwa 11 km  im nördlichen, 5 km im südlichen Teil. Im nördlichen Teil liegen auch alle Zweitausender, mit dem 2295 m hohen Pyramid Peak als höchstem Gipfel. Die Quellbäche entwässern in die den Gebirgszug begrenzenden Flüsse, die größtenteils im Lake Te Anau münden. Westlich des Pyramid Peak liegt der Lake Erskine, in dessen Abfluss die Bowmar Falls mit 425 m Fallhöhe liegen.

## Geschichte
James McKerrow benannte die Berge nach dem Earl of Eglinton.

## Geologie
Der nördliche Teil des Gebirgszugs besteht ebenso wie die Darran Mountains hauptsächlich aus plutonischem Gestein, wie Gabbro, Norit und Diorit, ferner auch aus Tonalit und ultramafischem Gestein, allesamt magmatischen Ursprungs. Im südlichen Teil treten weitere Plutonite auf, wie Granit und Granodiorit, aber auch Sedimentgestein wie Mudstone und Sandstein. Zusammensetzung und Alter unterscheiden sich deutlich von den Neuseeländischen Alpen im Nordosten, wobei der sedimentlastige südliche Teil mit 16 bis 56 Millionen Jahren deutlich jünger als der nördliche Teil mit 100 bis 145 Millionen Jahren ist.

## Infrastruktur
Vom südlich gelegenen Te Anau aus verläuft der New Zealand State Highway 94 an der Ostflanke entlang, knickt kurz hinter The Divide nach Westen ab und führt durch den Homer Tunnel im Nordwesten der Bergkette hin zum Milford Sound/Piopiotahi. An der Westflanke am Nordende des Lake Te Anau beginnt der Milford Track.